# Carreraomyia
Carreraomyia is een vliegengeslacht uit de familie van de roofvliegen (Asilidae).

## Soorten
- C. acapulquensis (Cole & Pritchard, 1964)
- C. alpuyeca (Cole & Pritchard, 1964)